# 秩父ミューズパーク
秩父ミューズパーク（ちちぶミューズパーク）は、埼玉県秩父市および秩父郡小鹿野町にまたがる地域にある、埼玉県営及び秩父市営の公園である。総合保養地域整備法（リゾート法）に基づき埼玉県、秩父市及び西武グループによりリゾート施設が整備され、1991年に開園。

## 概要
2006年、社会経済情勢の変化により西武グループが開発から撤退し、西武グループの土地及び施設を地元の秩父市に無償譲渡した。2007年1月1日から秩父市の施設となり、この区域は「秩父ミューズパークスポーツの森公園」として整備・運営している。
埼玉県が管理する区域についての管理・運営は、指定管理者の秩父開発機構・西武造園グループが行っており、秩父市が管理する区域は、2014年から富士急行の子会社である「株式会社ピカ」が行っている。
2025年には全国植樹祭式典会場として使用。天皇が臨場され、植樹された。
1992年から2004年まで、西武鉄道各駅から西武秩父駅の往復割引乗車券とミューズパーク各施設割引が受けられる周遊券「秩父ミューズパークスポーツの森エンジョイきっぷ」が（元加治駅と小竹向原駅除く）西武鉄道の各駅で発売されていた。現在は秩父漫遊きっぷに統合されたものの、ミューズパークでは使用できなくなった（西武グループではなくなったため）。

## 主な施設
- 音楽堂
- 野外ステージ
- スカイロード
  - スカイトレイン
- 展望ちびっ子広場
- 旅立ちの丘
- ミューズの泉
- 展望台
- せせらぎ広場
- ステンドハウス（休憩施設）
  - きすけ食堂（飲食店）
- パルテノン（休憩施設）
- メープルベース（カフェ）
- ソト遊びの森
- 農林産物直売所
- サイクリングセンター
  - サイクルランド
- スポーツの森
  - テニスコート
  - 波のプール・流れるプール - 令和4年より、施設老朽化の為休止中
- PICA秩父（コテージ他）
  - 森のカフェ＆ダイニング（レストラン）
  - 樹音の湯（温浴施設）
- F-1リゾート秩父
- フォレストアドベンチャー秩父
- 癒しの森 花の回廊（花園）

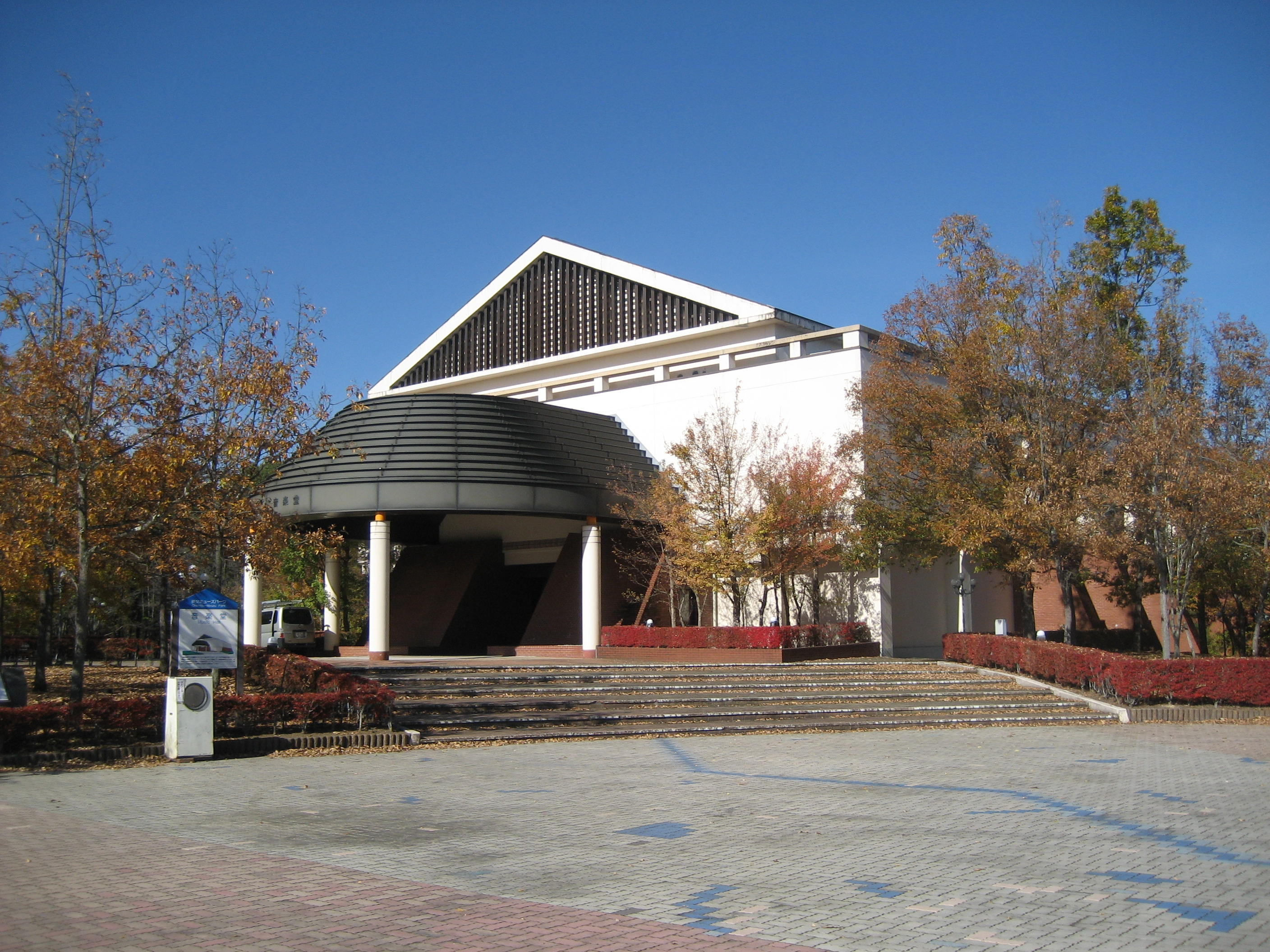
音楽堂
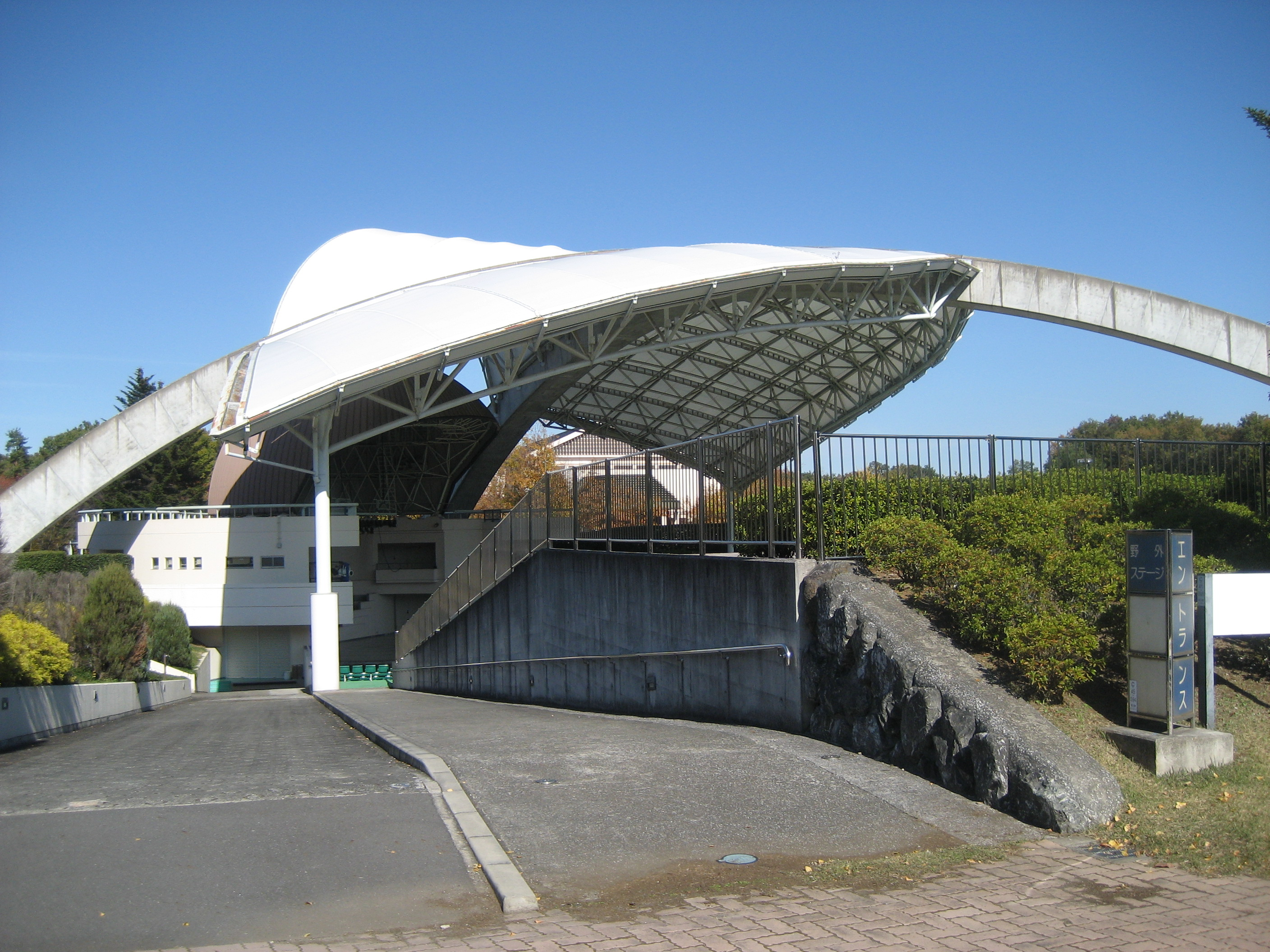
野外ステージ
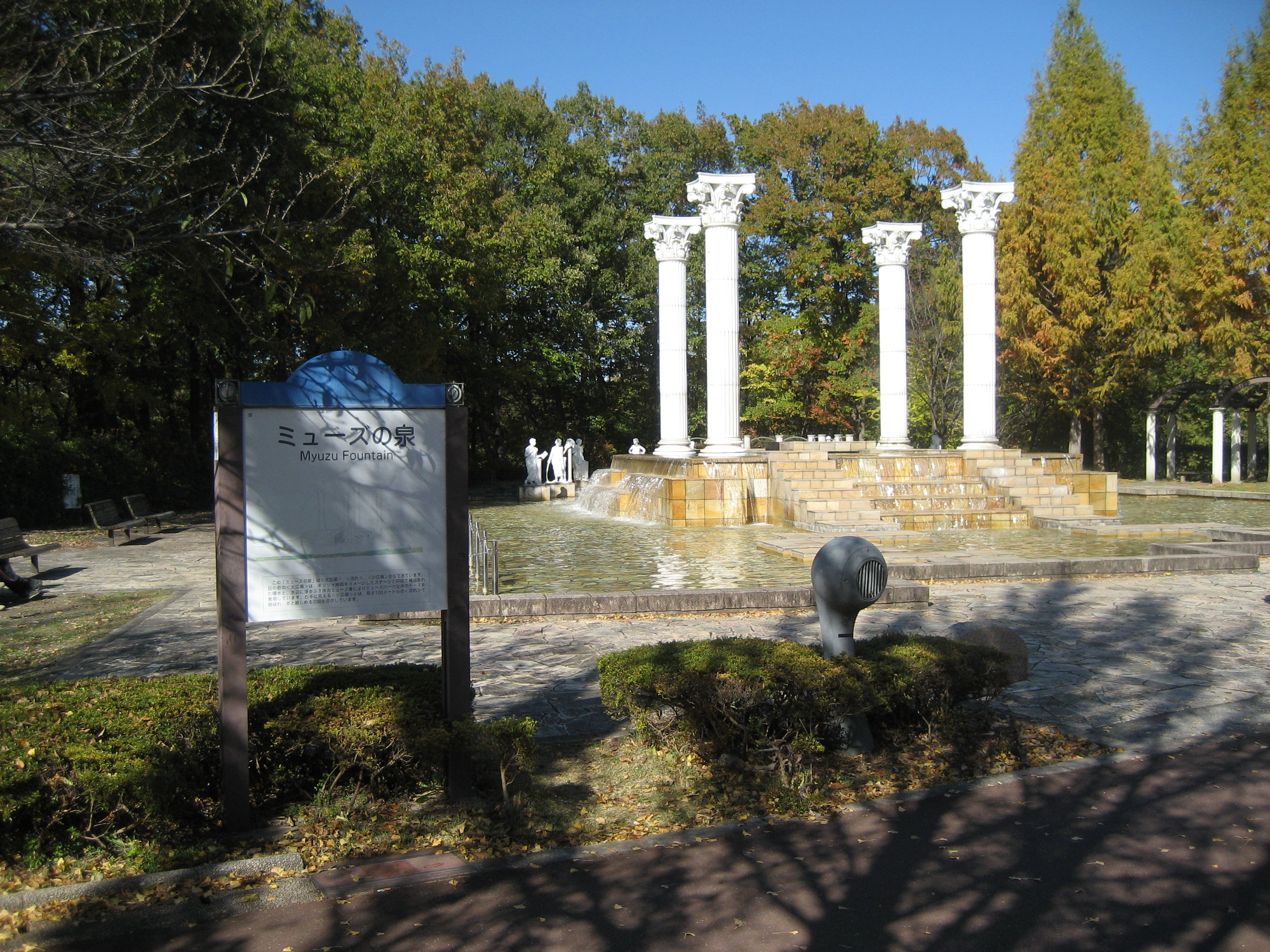
ミューズの泉
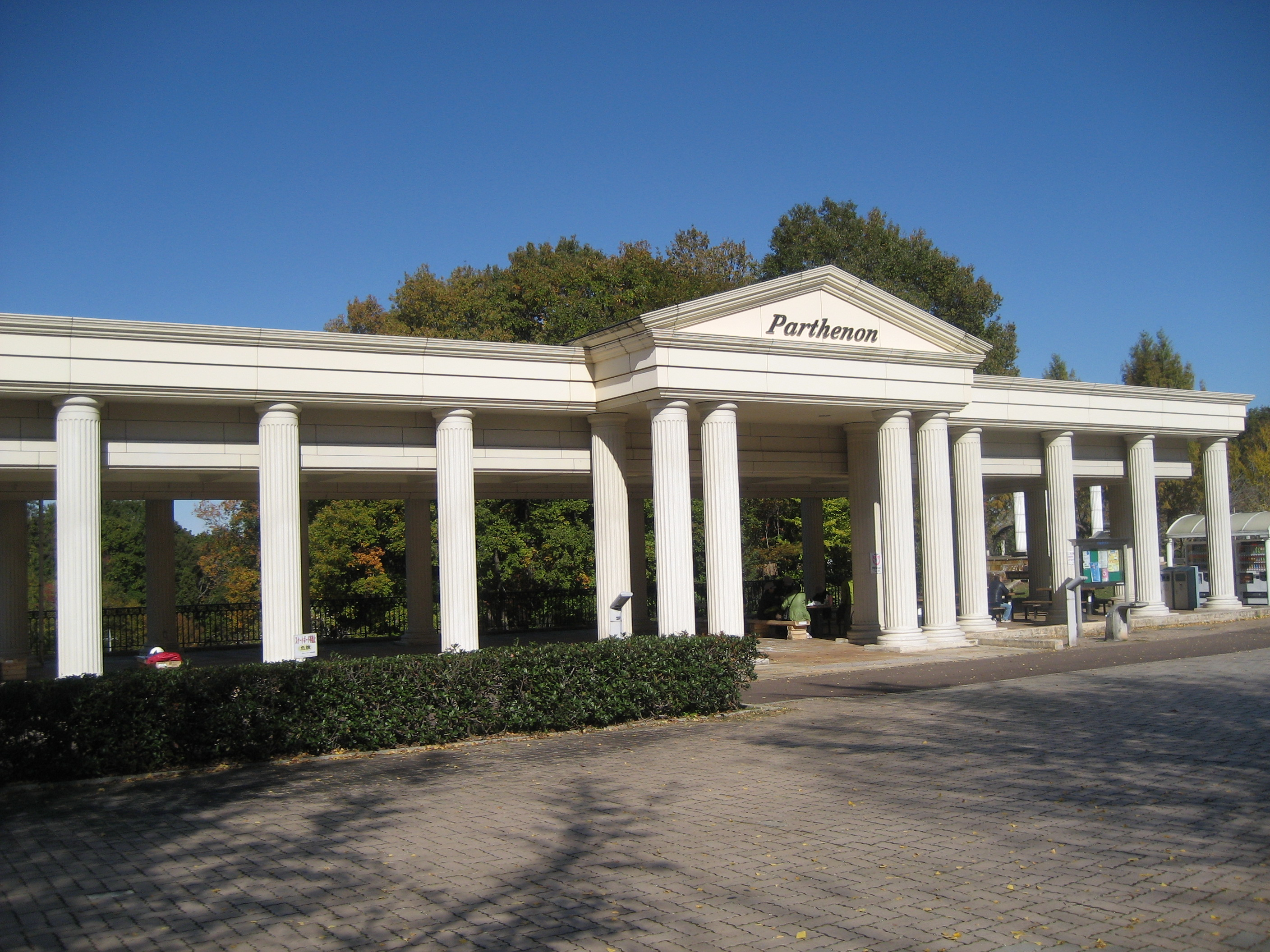
パルテノン
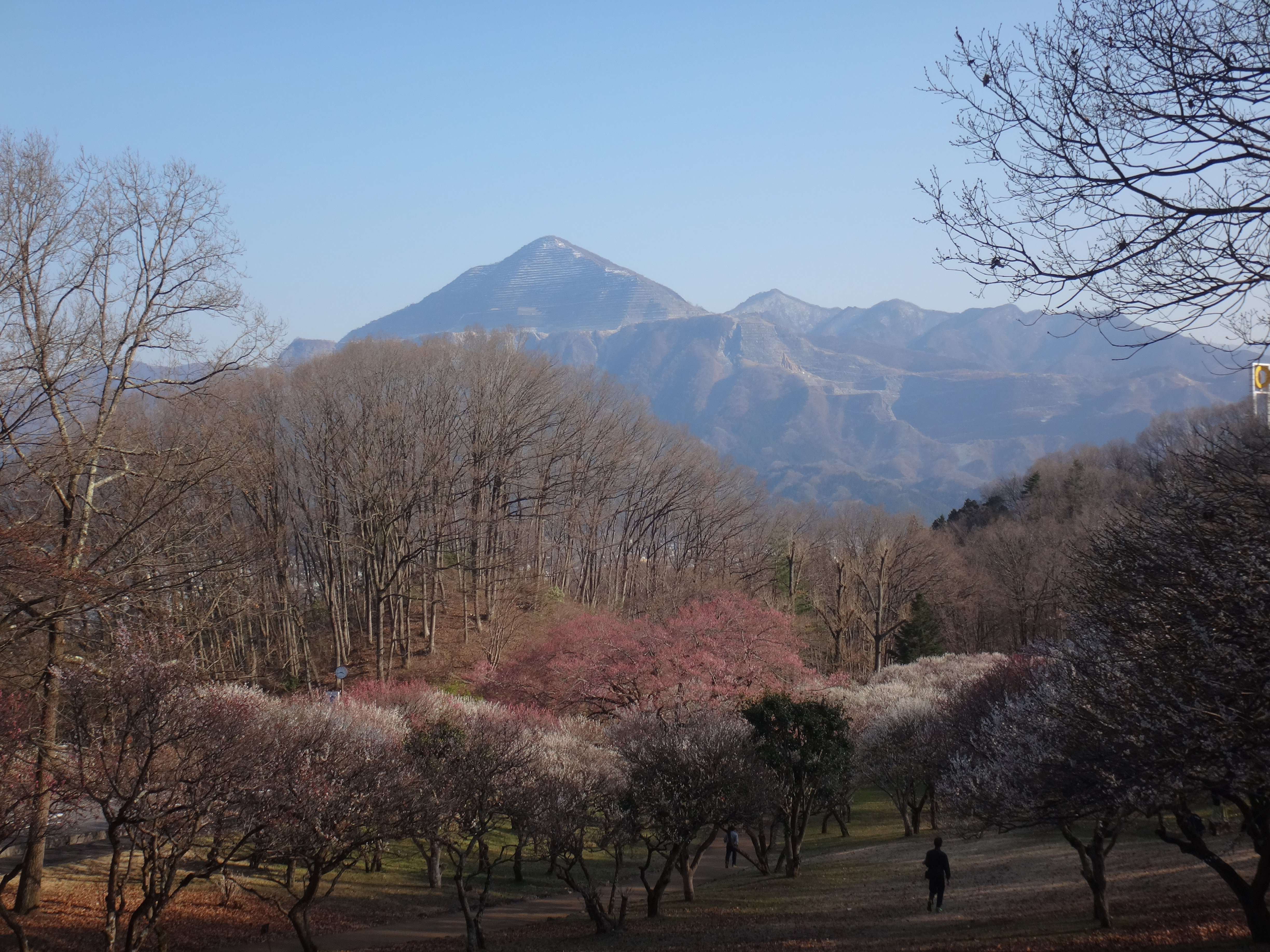
梅園越しの武甲山
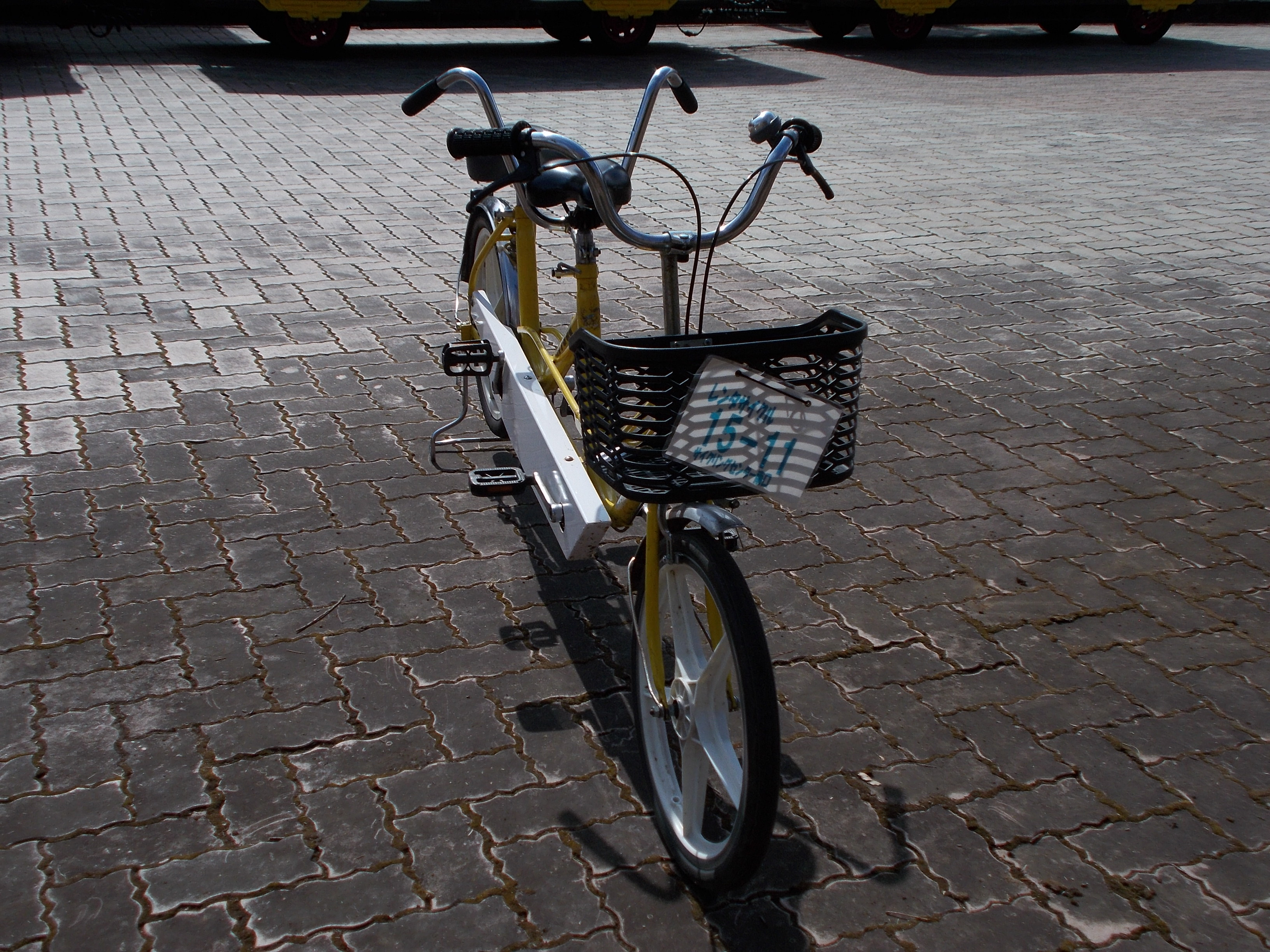
サイクリングセンターのタンデム自転車

## 旅立ちの丘

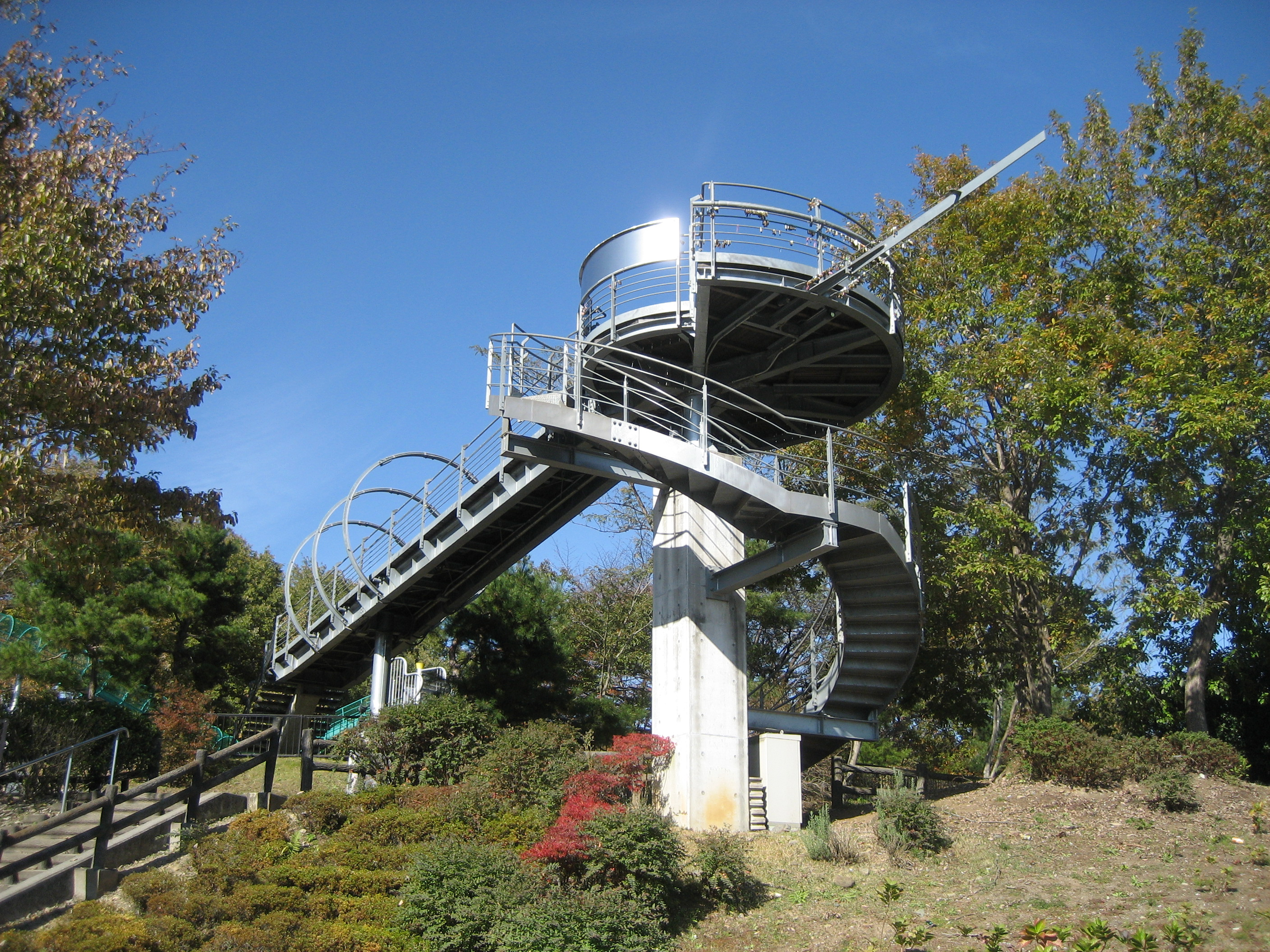
旅立ちの丘

旅立ちの丘は、全国各地の小・中学校等で歌われている卒業ソング「旅立ちの日に」にちなんだもので、発祥の地である埼玉県秩父地方を一望できるミューズパーク内にある。この旅立ちの丘のメインは、モニュメント（展望台）である。この展望台の通路を進み、先端のステージへ到達すると、「旅立ちの日に」が生まれた場所である秩父市立影森中学校の生徒によるコーラスが流れる。また、モニュメントの手すりは五線譜にデザインされており、ここに「土鈴」や「絵馬風メッセージグッズ」を結び、願いごとをすることができる。
また、モニュメントの隣に「ミューズアロー」が2006年に完成した。このミューズアローは、弓矢の形をした鐘になっており武甲山の山頂を向いている。願をかけるべく山に向かって矢を放つように鐘を鳴らすことができる。

## 雲海スポットとして
園内の展望台からは、秩父市街地やその先に控える外秩父山地や武甲山が一望できる。そのため、雲海発生時には秩父盆地一帯に雲海が広がる様子を観察できることから、秩父市内の雲海撮影名所の1つとなっている。
展望台以外にも旅立ちの丘から雲海がよく見える。駐車場からすぐのところにあり、雲海と一緒に日の出も見える。

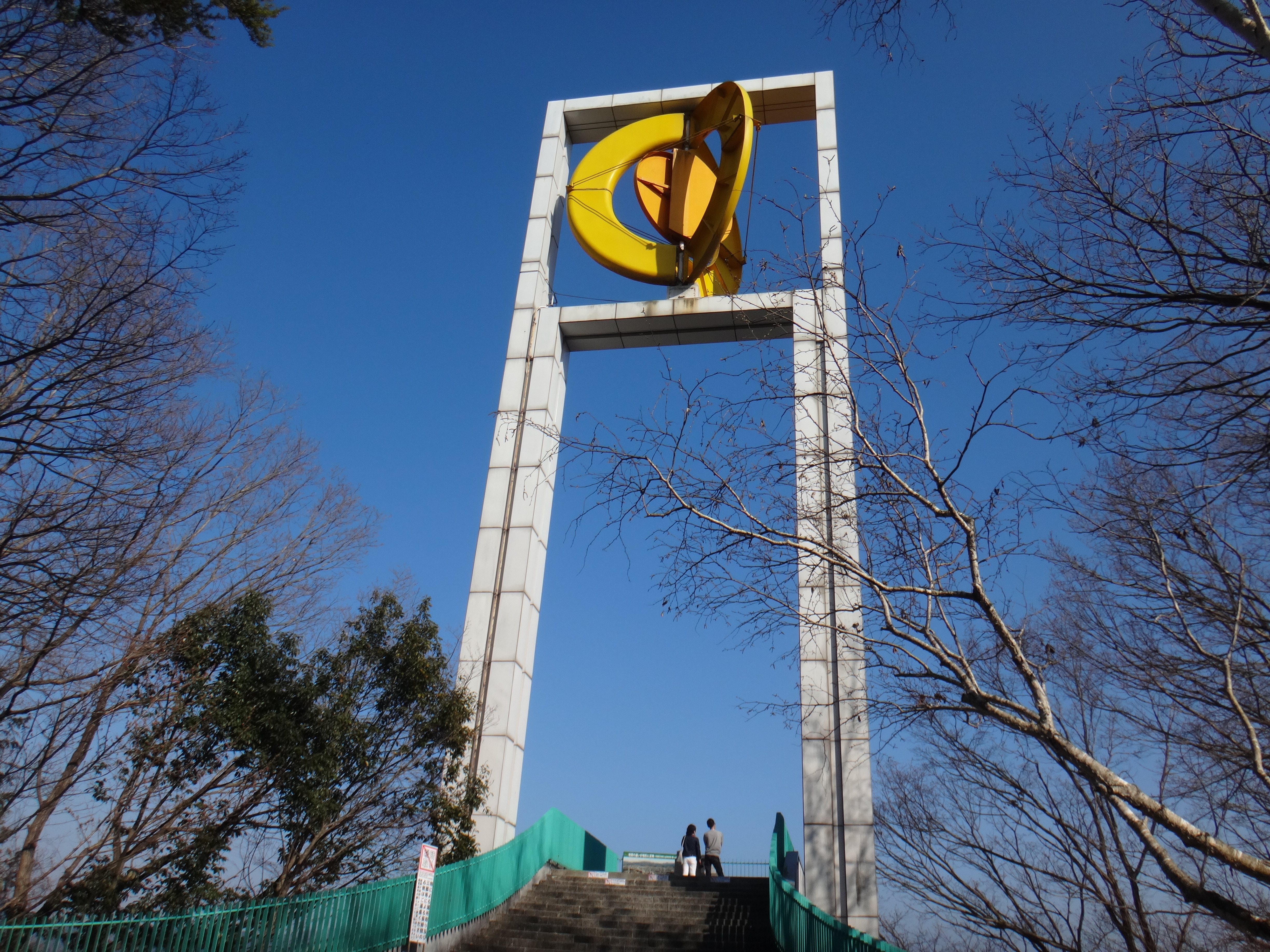
秩父ミューズパークの展望台
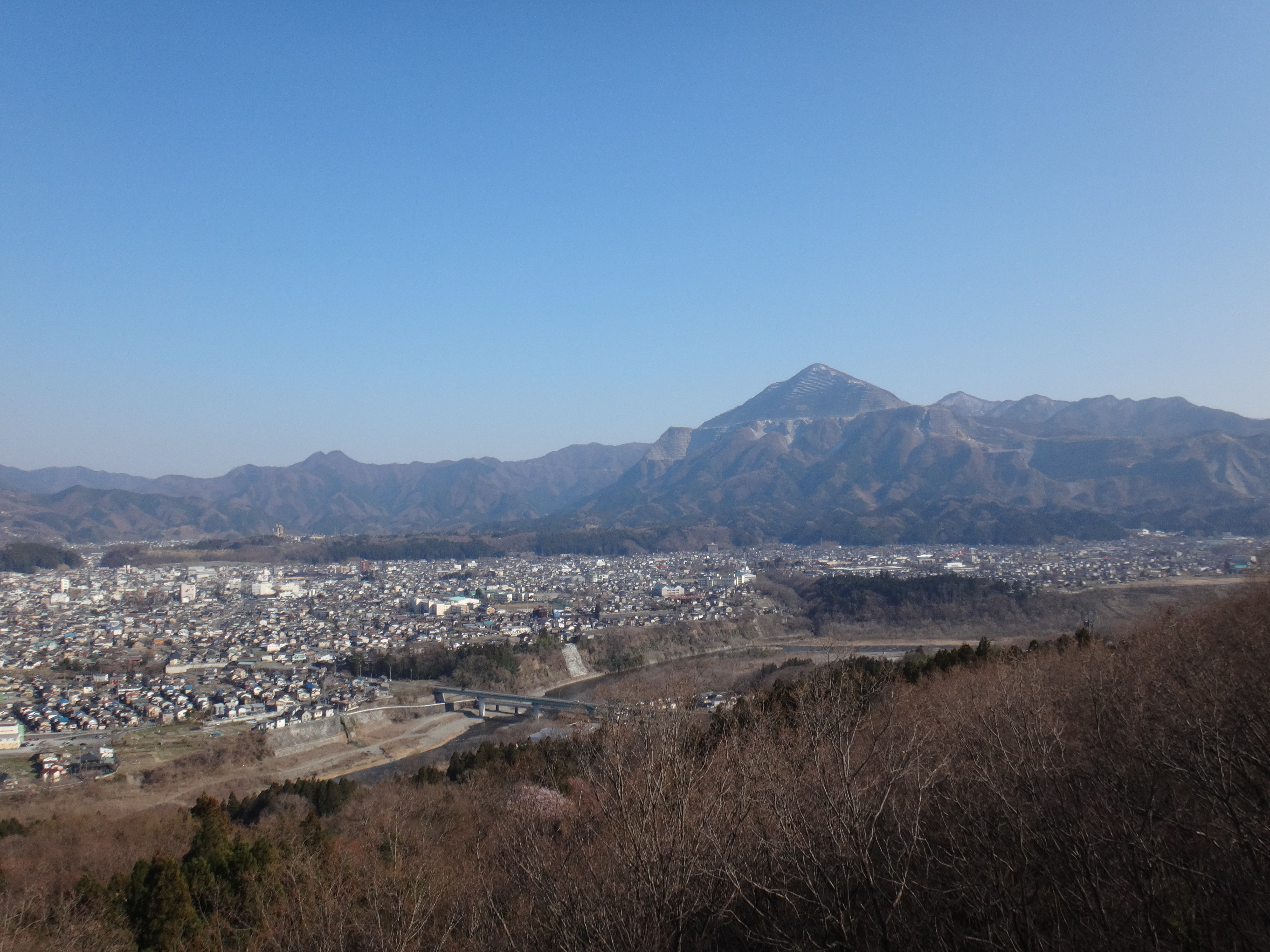
展望台から見た武甲山
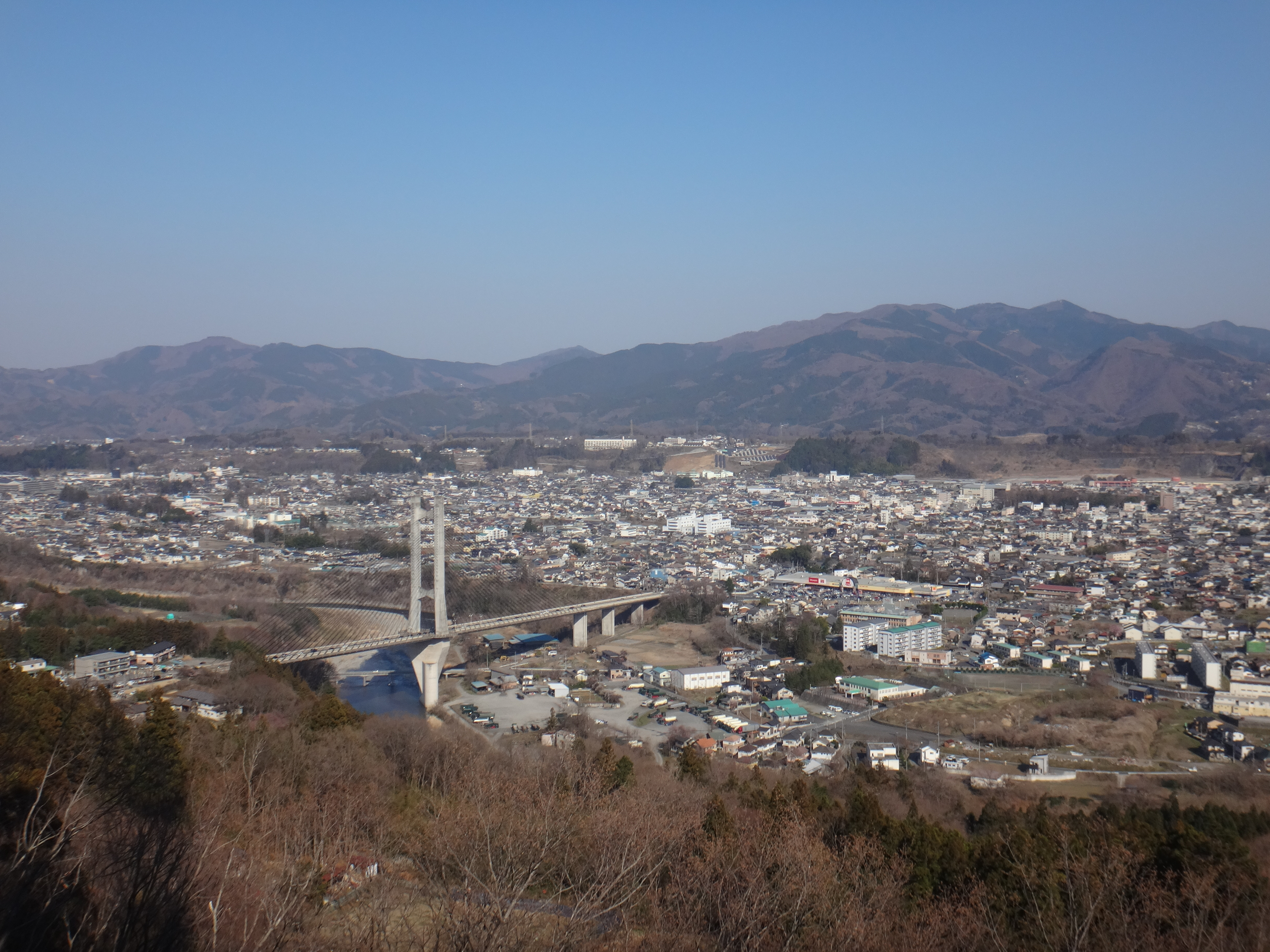
展望台から見た大霧山・丸山

## 治安
- 2024年10月の夜、同パーク駐車場に自動車で訪れた大学生3人が襲撃を受ける事件が発生。大学生はバットで暴行された上、コンビニに連れていかれてATMで引き出した現金を奪われた[6]。

## アクセス
- 関越自動車道 花園インターチェンジから国道140号を秩父方面へ約34km。
- 圏央道 狭山日高インターチェンジから国道299号を秩父方面へ約40km。
- 秩父鉄道秩父本線 秩父駅下車。
- 西武鉄道西武秩父線 西武秩父駅下車。
  - 上記2駅から西武観光バス ミューズパーク循環バス「ぐるりん号」を利用。